# Józef Jan Siemieński
Józef Jan Siemieński (ur. 31 stycznia 1882 w Skrzydlowie, zm. 14 października 1941 w KL Auschwitz) – polski historyk prawa, publicysta i archiwista.

## Życiorys
Syn Leona Siemieńskiego, powstańca styczniowego i Zofii z Zielonków. Brat Leony Zawadzkiej.
Ukończył studia na Wydziale Prawa Uniwersytetu Warszawskiego oraz na Wydziale Historii Uniwersytetu Lwowskiego. W latach 1908–1918 był wykładowcą historii Polski na Wydziale Humanistycznym Towarzystwa Kursów Naukowych w Warszawie. Członek tajnej organizacji Związek Młodzieży Polskiej „Zet”. Był członkiem Ligi Narodowej w latach 1900–1911 (w opinii Jerzego Maternickiego przed I wojną światową należał do czołowych przedstawicieli tzw. szkoły narodowej w historiografii). Był członkiem Komisji Sejmowo-Konstytucyjnej Tymczasowej Rady Stanu.
Od 1920 do 1939 dyrektor Archiwum Głównego Akt Dawnych w Warszawie i profesor Uniwersytetu Jagiellońskiego od 1938. W latach 1931–1932 prezes Towarzystwa Miłośników Historii.
Aresztowany przez Gestapo 19 czerwca 1941, w czasie okupacji niemieckiej w Polsce, osadzony na Pawiaku. Zamordowany w niemieckim obozie koncentracyjnym Auschwitz-Birkenau.
Mąż Haliny Siemieńskiej, która zginęła podczas akcji pod Arsenałem oraz ojciec Haliny Siemieńskiej graficzki, żołnierza AK poległej w powstaniu warszawskim.

## Ordery i odznaczenia
- Krzyż Komandorski Orderu Odrodzenia Polski (27 listopada 1929)[9]

## Publikacje
- Ustrój Rzeczypospolitej Polskiej (1915)
- Podział historyi ustroju Polski na okresy (1925)
- Polska kultura polityczna wieku XVI w. (Kultura staropolska) (1932)
- Polskie zbiory rękopiśmienne przed wojną, podczas wojny i po wojnie (1941)